# Джонатан Коу
Джонатан Коу (англ. Jonathan Coe; нар. 19 серпня 1961, Бірмінгем — британський письменник, який здобув широку популярність завдяки роману «Оце так шахрайство!» (1994).

## Біографія
Коу навчався в бірмінгемській школі Короля Едварда (англ. King Edward's School), потім закінчив Триніті-коледж Кембриджського університету. Захистив докторську дисертацію (PhD) з англійської літератури. Викладав у Ворицькому університеті.
У липні 2006 року прочитав почесну лекцію в Університеті Бірмінгема.
Коу є атеїстом.

## Творчість
У творах Джонатана Коу простежується політична сатира щодо подій, які відбувалися у Великій Британії у другій половині XX століття. Так, в романі «Оце так шахрайство!» (1994) на основі півстолітньої історії одного з могутніх сімейств Великої Британії — сімейства Віншоу — показано взаємозв'язки британського істеблішменту і в карикатурно-драматичному стилі описано результати діяльності право-консервативного уряду Маргарет Тетчер в 1980-х роках.

### Романи
- The Accidental Woman, Duckworth, 1987
- A Touch of Love, Duckworth, 1989
- The Dwarves of Death, Fourth Estate, 1990
- What a Carve Up! or The Winshaw Legacy, Viking, 1994 (переможець премії Джона Левелліна Ріса у 1994)
- The House of Sleep, Viking, 1997 (лауреат премії «Медісіс»)
- The Rotters' Club, Viking, 2001 (лауреат премії «Bollinger Everyman Wodehouse»).
- The Closed Circle, Viking, 2004
- The Rain Before It Falls, Viking, 2007
- The Terrible Privacy of Maxwell Sim, Viking, 2010
- Expo 58, Viking, 2013
- Number 11, Viking, 2015
- Middle England, Viking, 2018

### Книги для дітей
- La storia di Gulliver, L'espresso 2011
- Lo specchio dei desideri, Feltrinelli 2012

### Нехудожня література
- Humphrey Bogart: Take It and Like It, London: Bloomsbury, 1991
- James Stewart: Leading Man, London: Bloomsbury, 1994
- Like a Fiery Elephant: The Story of B. S. Johnson, London: Picador, 2004 (лауреат премії Семюеля Джонсона 2005 року за нехудожню літературу)

## Премії і нагороди
- 1995 — Mail on Sunday/John Llewellyn Rhys Prize — What a Carve Up!
- 1995 — Prix du Meilleur Livre Etranger (France) — What a Carve Up!
- 1997 — Writers' Guild Award (Best Fiction) — The House of Sleep
- 1998 — Prix Médicis Etranger (France) — The House of Sleep
- 2001 — Bollinger Everyman Wodehouse Prize — The Rotters' Club
- 2005 — Samuel Johnson Prize — Like a Fiery Elephant: The Story of B. S. Johnson
- 2006 — International IMPAC Dublin Literary Award — The Closed Circle